# لودوویکو گارگیولو
لودوویکو گارگیولو (انگلیسی: Ludovico Gargiulo؛ زادهٔ ۲۳ مارس ۱۹۹۵) بازیکن فوتبال است.